# NGC 7395
NGC 7395 est une galaxie lenticulaire située dans la constellation du Lézard. Cette galaxie a été découverte par l'astronome français Édouard Stephan en 1872. Sa vitesse par rapport au fond diffus cosmologique est de 5 354 ± 38 km/s, ce qui correspond à une distance de Hubble de 79,0 ± 5,6 Mpc (∼258 millions d'al).
En raison d'une brillance de surface égale à 14,10 mag/am2, on peut qualifier NGC 7395 de galaxie à faible brillance de surface (LSB en anglais pour low surface brightness). Les galaxies LSB sont des galaxies diffuses (D) avec une brillance de surface inférieure de moins d'une magnitude à celle du ciel nocturne ambiant.